# 埃德蒙森 (阿肯色州)
埃德蒙森（英語：Edmondson）是一個位於美國阿肯色州克里坦登縣的市鎮。

## 地理
埃德蒙森的座標為35°06′13″N 90°18′29″W / 35.10361°N 90.30806°W，而該地的平均海拔高度為63米（即207英尺）。

## 人口
根據2020年美國人口普查的數據，埃德蒙森的面積為7.75平方千米，皆為陸地。當地共有人口243人，而人口密度為每平方千米29人。